# Urbain Grandier

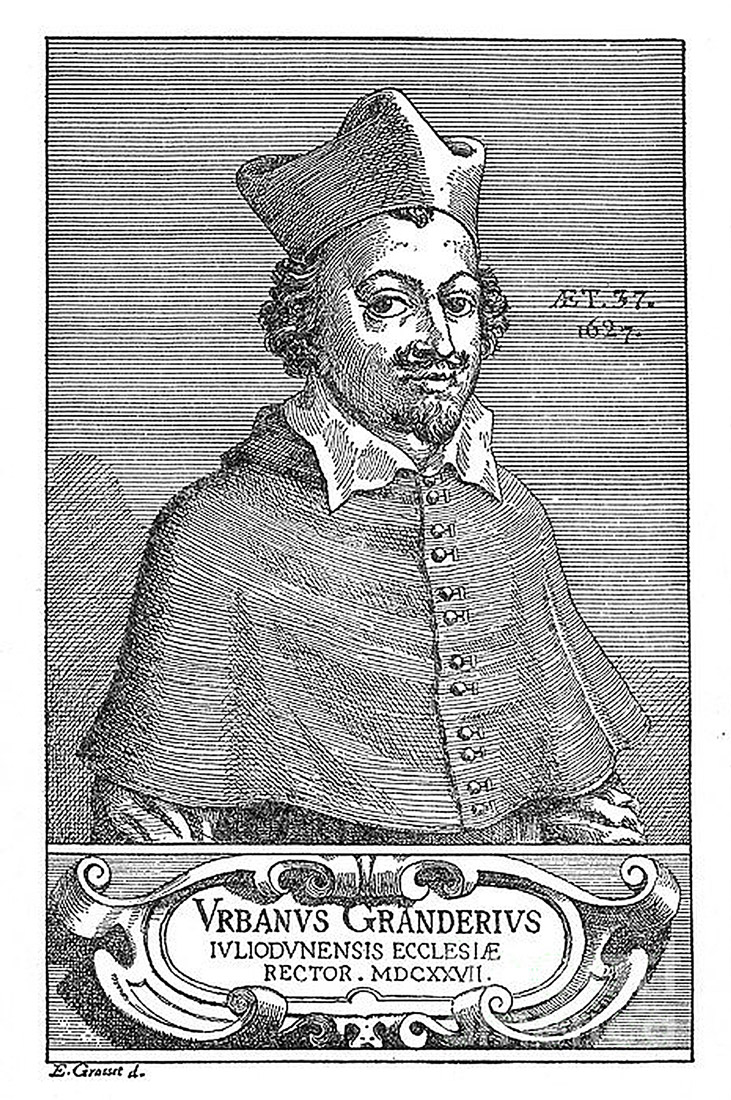
Urbain Grandier, Holzschnitt von 1627

Urbain Grandier (* 1590 in Bouère (Département Mayenne); † 18. August 1634 in Loudun) war ein französischer katholischer Priester, der in der Angelegenheit um die sogenannten Teufel von Loudun wegen Hexerei verurteilt und auf dem Scheiterhaufen verbrannt wurde.

## Leben
Grandier war Priester in der Kirche Sainte Croix in Loudun im Bistum Poitiers. Er scheint eine Reihe von sexuellen und romantischen Beziehungen zu Frauen gehabt und den Ruf eines Frauenhelden erworben zu haben. 1632 beschuldigte ihn eine Gruppe von Nonnen aus dem lokalen Konvent der Ursulinen, sie verhext zu haben, indem er ihnen den Dämon Asmodäus und andere sandte, um mit ihnen böse und schamlose Taten zu begehen. Nach modernen Kommentatoren des Falls habe Grandier sich zuvor geweigert, der geistliche Leiter des Konvents zu werden. Dies ohne zu wissen, dass die Mutter Oberin, Schwester Jeanne des Anges, von ihm besessen sei, nachdem sie ihn von weitem gesehen, von seinen sexuellen Taten gehört und daraufhin den Kanoniker Jean Mignon, einen Gegner Grandiers, gebeten haben soll, die geistliche Leitung zu übernehmen. Jeanne beschuldigte Grandier, sie mittels Schwarzer Magie verführt zu haben; andere Nonnen begannen nach und nach, ähnliche Vorwürfe zu erheben. Moderne Wissenschaftler erklären die Vorgänge als einen Fall von Massenhysterie. Grandier wurde verhaftet, von einem kirchlichen Tribunal befragt und überprüft, am Ende aber freigesprochen.

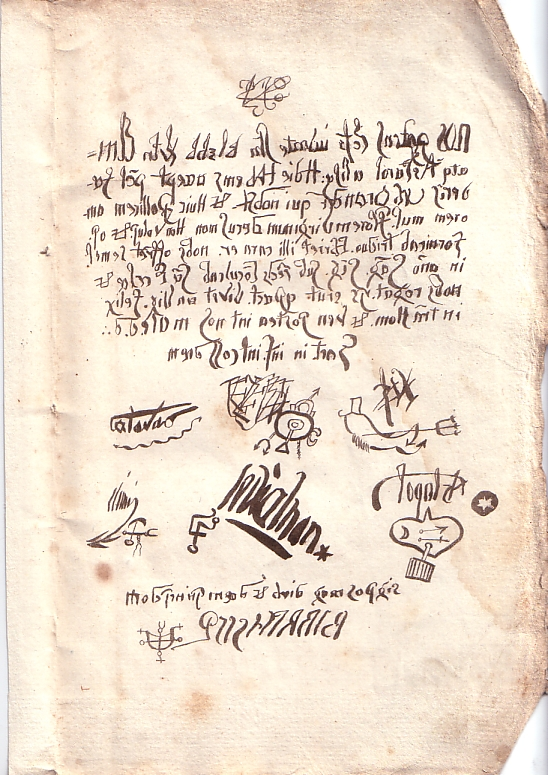
Pakt auf Latein, rückwärts zu lesen

Grandier hatte sich jedoch durch eine öffentliche verbale Attacke auch die Feindschaft des mächtigen Kardinals Richelieu erworben, der nun ein neues Verfahren anordnete, das von einem von ihm ernannten Vertreter geleitet werden sollte: Jean de Laubardemont, ein Verwandter von Des Anges. Grandier wurde 1633 in Angers erneut verhaftet; die Möglichkeit, sich an das Parlement in Paris als Appellationsgericht zu wenden, wurde ihm verweigert. Bei der zweiten Befragung erneuerten die Nonnen und ihre Oberin die Vorwürfe nicht, was aber das bereits festgelegte Urteil nicht mehr beeinflusste.
Die Richter (die Kleriker Laubardemont, Lactance und Tranquille) ließen Grandier mit Beinschrauben foltern, führten Dokumente in den Prozess ein, die angeblich von Grandier und verschiedenen Dämonen unterzeichnet waren und den Teufelspakt beweisen sollten. Ein Dokument war auf Latein und schien von Grandier unterzeichnet zu sein, ein weiteres fast unlesbar, mit vielen absonderlichen Symbolen versehen und von mehreren Dämonen mit ihren Siegeln „unterzeichnet“, darunter auch Satan selbst (bei einer Unterschrift ist deutlich Satanas zu lesen). Es ist unbekannt, ob Grandier die Dokumente unter Zwang schrieb und unterzeichnete oder ob sie vollständig gefälscht sind.
Grandier wurde schuldig gesprochen und zum Tode verurteilt. Die Richter ordneten an, dass er der „außergewöhnlichen Befragung“ unterworfen werden sollte, einer Form der Wasserfolter, die normalerweise mit Verzögerung zum Tode führte und die nur bei solchen Opfern angewandt wurde, die ohnehin unmittelbar danach hingerichtet wurden. Auch unter dieser Folter gestand Grandier nicht. Er wurde 1634 lebend auf dem Scheiterhaufen verbrannt.

## Urbain Grandier in der Kunst(Die Teufel von Loudun)
Voltaire führt Grandiers Hinrichtung als Hexer als Beleg für das Vorherrschen des Aberglaubens an, der vor der Epoche der Aufklärung die politischen Geschäfte Frankreichs stark beeinflusst habe. Grandiers Gerichtsverhandlung war Thema zweier Bearbeitungen von Alexandre Dumas dem Älteren: einmal in Band 4 seiner Crimes Célèbres (1840), zum anderen in dem Schauspiel Urbain Grandier (1850). 1843 erschien der Roman Urban Grandier oder die Besessenen von Loudun von Willibald Alexis. Das gleiche Thema behandelte ein Jahrhundert später Aldous Huxley in seinem umfangreichen Essay The Devils of Loudun (erschienen 1952). Huxleys Text wurde 1969 als Die Teufel von Loudun von Krzysztof Penderecki in einer Oper verarbeitet, Ken Russell drehte dazu 1971 den Film Die Teufel (The Devils). Der vom Schweden Eyvind Johnson geschriebene Roman Träume von Rosen und Feuer (erschienen 1949) behandelt ebenfalls Grandiers Schicksal.

## Werke
- Oraison Funebre de Scevole De Sainte-Marthe (Trauerrede auf Scévole (I.) de Sainte-Marthe … gehalten am 11. September 1623). Paris 1629 (Digitalisat bei Google Books)

### Musik
Oper
- Krzysztof Penderecki: Die Teufel von Loudun. Oper in drei Akten. Nach The Devils of Loudun von Aldous Huxley in der Dramatisierung von John Whiting. B. Schott’s Söhne, Mainz / London / New York 1969. Unter Benutzung der deutschen Übertragung von Erich Fried. Textbuch. Edition Schott 6356. (Die Oper entstand als Auftragsarbeit der Hamburgischen Staatsoper.)

Anderes
- Untoten: Die Nonnen von Loudun (Doppelalbum von 2007)
- Schloss Tegal: The brides of Loudun (vom Album The Soul Extinguished)
- Triptykon: Demon Pact (vom Album Melana Chasmata)

### Film und Fernsehfilm
- Mutter Johanna von den Engeln (dt.) bzw. Mother Joan of the Angels (engl.) ist der Name für den polnischen Film Matka Joanna od aniolów von Jerzy Kawalerowicz (1961)
- The Devils (1970) von Ken Russell
- Les mystères de Loudun (1976) von Gérard Vergez,